# Lorenzo Zazzeri
Lorenzo Zazzeri, född 9 augusti 1994, är en italiensk simmare.

## Karriär

### 2021
I juli 2021 vid OS i Tokyo var Zazzeri en del av Italiens stafettlag på 4×100 meter frisim som tog landets första silvermedalj genom tiderna i stafett. Zazzeri tillsammans med Alessandro Miressi, Thomas Ceccon och Manuel Frigo simmade på tiden 3.10,11 och noterade ett nytt italienskt rekord.
I november 2021 vid kortbane-EM i Kazan tog Zazzeri silver på 50 meter frisim samt var en del av Italiens stafettlag som tog guld och satte ett nytt världsrekord på 4×50 meter medley. Han var även med och tog silver på 4×50 meter frisim och 4×50 meter mixed frisim. I december 2021 vid kortbane-VM i Abu Dhabi var Zazzeri en del av Italiens kapplag som tog guld på 4×50 meter frisim, silver på 4×100 meter frisim samt brons på 4×50 meter medley. Han erhöll även ett guld på 4×100 meter medley efter att simmat i försöksheatet.

### 2022–2023
I juni 2022 vid VM i Budapest var Zazzeri en del av Italiens kapplag som tog brons på 4×100 meter frisim. Han erhöll även ett guld på 4×100 meter medley efter att simmat i försöksheatet men till finalen ersatts av Alessandro Miressi. I augusti 2022 vid EM i Rom var Zazzeri en del av Italiens kapplag tillsammans med Alessandro Miressi, Thomas Ceccon och Manuel Frigo som tog guld på 4×100 meter frisim.
I juli 2023 vid långbane-VM i Fukuoka var Zazzeri en del av Italiens kapplag som tog silver på 4×100 meter frisim. I december 2023 vid kortbane-EM i Otopeni var han en del av Italiens kapplag som tog guld på 4×50 meter medley samt silver på både 4×50 meter frisim och 4×50 meter mixed frisim.

### 2024–
I februari 2024 vid VM i Doha var Zazzeri en del av Italiens kapplag som tog silver på 4×100 meter frisim.